# Global Deejays
Global Deejays é um trio austríaco composto por DJ Taylor (Konrad Schreyvogl), DJ Mikkel (Mikkel Christensen) e Flow (Florian Schreyvogl).

## Discografia

### Álbuns
- 2005 - Network

### Singles
- 2004 - "The Sound of San Francisco"
- 2005 - "What a Feeling (Flashdance)"
- 2006 - "Don't Stop (Me Now)"
- 2006 - "Stars on 45"
- 2006 - "Mr Funk"
- 2007 - "Get Up ! (Before the Night Is Over)" (vs. Technotronic)
- 2007 - "Zelenoglazoe Taksi" (Oleg Kvasha's "Green-Eyed Taxi" cover)
- 2007 - "Everybody's Free" (featuring Rozalla)
- 2010 - "My Friend (ft. Ida Corr)"
- 2011 - "Freakin' Out"

## Formação
- DJ Taylor (Konrad Schreyvogl)
- DJ Mikkel (Mikkel Christensen)
- Flow (Florian Schreyvogl)